# HD 169268
HD 169268，又名BD-03 4277，SAO 142274、HR 6890，是一颗恒星，视星等为6.38，位于銀經26.61，銀緯4.44，其B1900.0坐标为赤經18h 18m 47.9s，赤緯-3° 4.44′ 2″。